# Rudolf Harney
Rudolf Paul Otto Harney (* 4. November 1880 in Sablon bei Metz; † 9. Juni 1965 in Düsseldorf) war ein deutscher evangelischer Geistlicher.
Harney wurde als Sohn eines Bahnvorstehers in Lothringen geboren. Er studierte Evangelische Theologie in Bonn und Greifswald. Ab 1906 war er Pfarrer in Greifswald, ab 1908 in Stettin und von 1912 bis 1950 in Düsseldorf. Von 1929 bis 1933 war er Mitglied des Provinzialkirchenrates im Rheinland und während der Zeit des Nationalsozialismus Mitglied der Bekennenden Kirche. Nach Bildung einer vorläufigen Kirchenleitung nach Kriegsende wurde er 1945 zum Superintendenten ernannt, von 1946 bis 1948 war er Oberkirchenrat und stellvertretender Präses der Rheinischen Kirche.

## Ehrungen
- 1953: Großes Verdienstkreuz der Bundesrepublik Deutschland